# Lepidotrigla pectoralis
Lepidotrigla pectoralis és una espècie de peix pertanyent a la família dels tríglids.

## Hàbitat
És un peix marí, batidemersal i d'aigües fondes que viu fins als 309 m de fondària.

## Distribució geogràfica
Es troba al Pacífic occidental central: les illes Filipines.

## Observacions
És inofensiu per als humans.